# جمیله جمیل
جمیله جمیل (انگلیسی: Jameela Jamil؛ زادهٔ ۲۵ فوریهٔ ۱۹۸۶) مجری رادیو و تلویزیون و هنرپیشه اهل بریتانیا است.
از فیلم‌هایی که وی در آن‌ها نقش داشته‌است می‌توان به چگونه یک دختر درست کنیم، با من ازدواج کن و عشق در نگاه اول اشاره کرد. او همچنین در مجموعه‌های تلویزیونی مانند جای خوب و شی‌هالک: وکیل دادگستری در نقش اصلی بازی کرده است.